# Phaeocalicium polyporaeum
Phaeocalicium polyporaeum är en lavart som först beskrevs av William Nylander och som fick sitt nu gällande namn av Leif Tibell. 

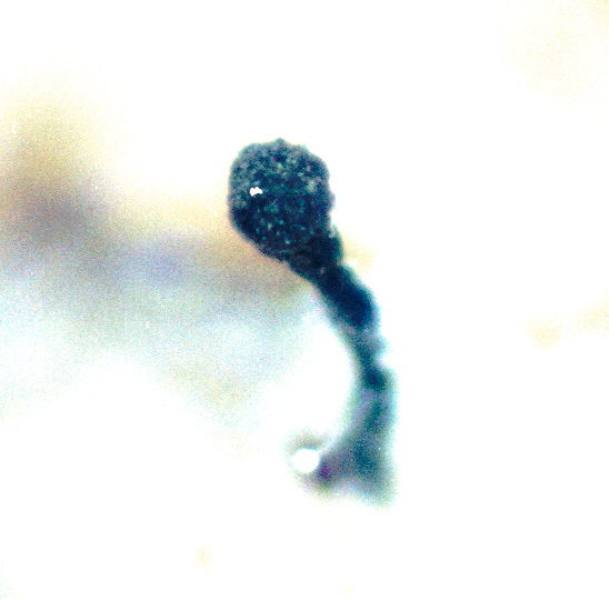
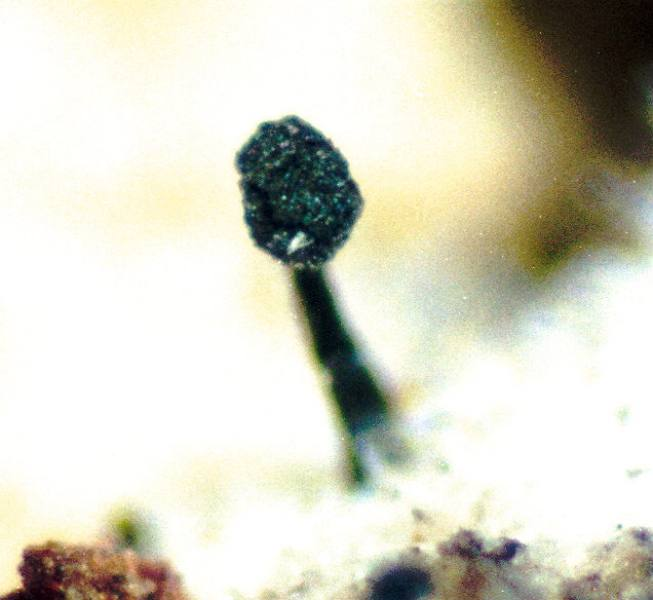
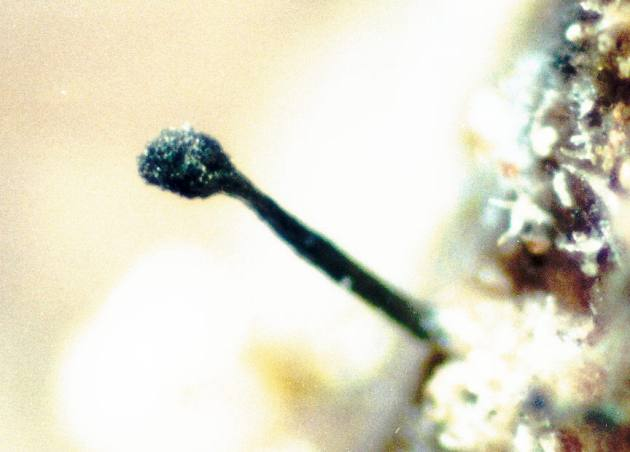
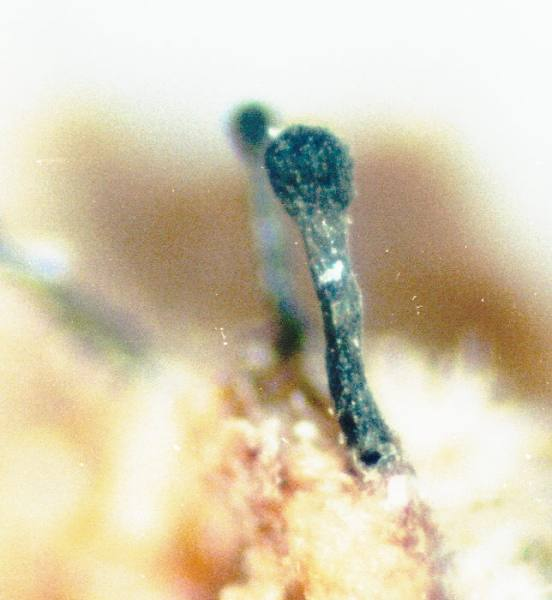
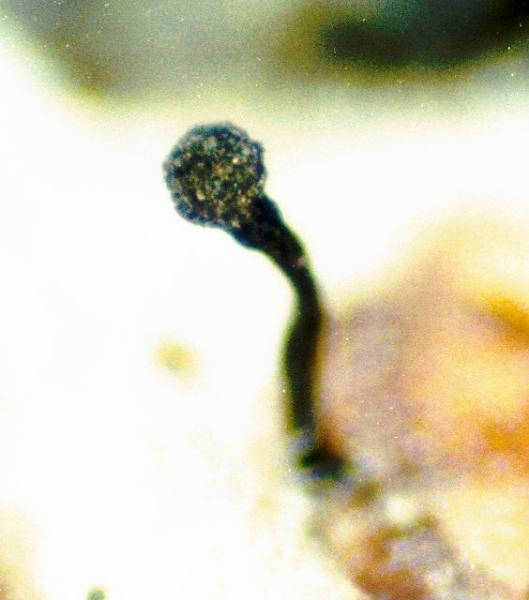
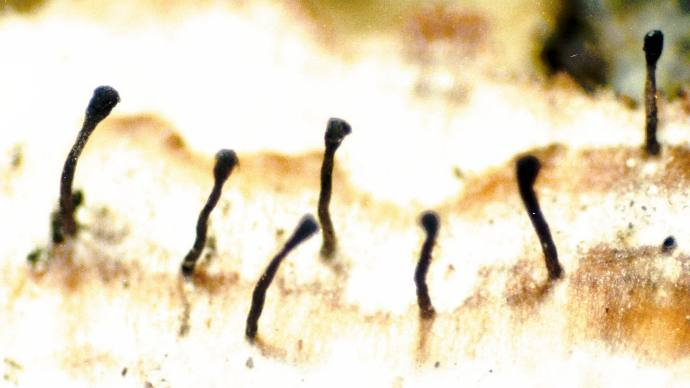
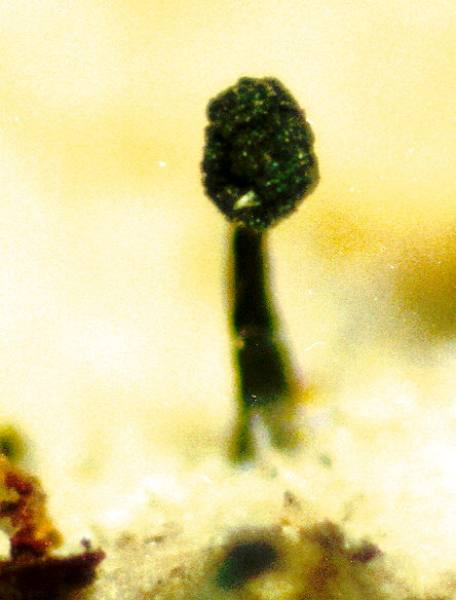

Phaeocalicium polyporaeum ingår i släktet Phaeocalicium och familjen Mycocaliciaceae. Inga underarter finns listade i Catalogue of Life.